# Loudwire
Loudwire è una webzine nata nel 2011 dedicata alla critica musicale, news e interviste. Si focalizza principalmente sulla musica heavy metal e hard rock. Loudwire fu fondata nell'agosto del 2011 da Spencer Kaufman come parte del gruppo Townsquare Media.

## Loudwire Music Awards
Nel 2011 sono stati indetti i Loudwire Music Awards, premi musicali a cadenza annuale. I vincitori dei premi vengono scelti dai lettori del sito tramite un sondaggio. Le categorie dei premi sono:
- Best Rock Album
- Best Metal Album
- Best Rock Song
- Best Metal Song
- Best Rock Video
- Best Metal Video
- Best Live Act
- Rock Titan
- Rock Goddess
- Best Vocalist
- Best Guitarist
- Best Bassist
- Best Drummer
- Best Rock Band
- Best Metal Band
- Best New Artist
- Most Devoted Fans